# سوتالية
السوتاليَّة (الاسم العلمي: Sotalia) هي جنس من الحيتانيات، تتضمن عضوين دلفين غويانا كنوعٍ منفصلٍ من توكوكسي منذ 2007.